# Gran Premio di San Paolo 2021
Il Gran Premio di San Paolo 2021 è stata la diciannovesima prova della stagione 2021 del campionato mondiale di Formula 1. La gara si è corsa domenica 14 novembre sul circuito di Interlagos, a San Paolo del Brasile, ed è stata vinta dal britannico Lewis Hamilton su Mercedes, al centunesimo successo nel mondiale; Hamilton ha preceduto sotto la bandiera a scacchi l'olandese Max Verstappen su Red Bull Racing-Honda e il suo compagno di squadra, il finlandese Valtteri Bottas.

## Vigilia

### Sviluppi futuri
La Federazione stabilisce che a partire dalla prossima stagione non sarà più obbligatorio iniziare il Gran Premio con la stessa tipologia di gomma con cui si supera il taglio in Q2, entrando quindi in Q3, nella sessione di qualifica.

### Aspetti tecnici
Per questo Gran Premio la Pirelli, fornitrice unica degli pneumatici, offre la scelta tra gomme di mescola C2, C3 e C4, le tre mescole centrali della gamma.
Il circuito utilizzato per questo nuovo Gran Premio è l'Autódromo José Carlos Pace, lo stesso tracciato utilizzato l'ultima volta che la massima categoria ci ha corso, nella stagione 2019 con l'edizione del Gran Premio del Brasile. Esso presenta una lunghezza di 4 309 km e si snoda attraverso 15 curve, 10 a sinistra e 5 a destra. Il primo intermedio è posizionato 168 metri prima della curva 4 (Descida do Lago), il secondo intermedio 85 metri prima della curva 12 (Junção), mentre il terzo intermedio coincide con la linea del traguardo del rettilineo principale di partenza. Lo speed trap, ovvero il punto in cui viene rilevata la velocità massima, è posizionato 90 metri prima della curva 1 ("S" do Senna). La distanza di gara prevista è di 71 giri, pari a 305,879 km.
La Federazione indica due zone per l'attivazione del DRS: la prima zona è fissata tra la curva 3 (Curva do Sol) e la curva 4 (Descida do Lago), con rilevazione del distacco fra piloti posto all'apice della curva 2 ("S" do Senna); la seconda zona è posta sul rettilineo d'arrivo e il detection point è stabilito dopo la curva 13 (Café).
La Federazione rende noto che al termine della gara del precedente Gran Premio di Città del Messico, tra le prime dieci vetture classificate è stata sorteggiata l'Alpine di Fernando Alonso per le verifiche tecniche. Esse sono risultate essere conformi al regolamento tecnico.
Al circuito, rispetto all'ultima volta in cui è stato utilizzato dalla massima categoria, vengono apportati alcuni cambiamenti: un piccolo tratto all'apice della curva 4 (Descida do Lago) è stata riasfaltata; i cordoli all'apice della curva 6 (Ferradura) e della curva 7 (Curva do Laranjinha) sono stati sostituiti con un nuovo chiamato Bevel Kerb; la superficie della pista è stata scanalata per favorire il drenaggio tra la curva 9 (Pinheirinho) e la curva 10 (Bico de Pato) e sul lato destro del rettilineo principale di partenza.
La Federazione stabilisce l'uscita della curva 4 (Descida do Lago) come punto del tracciato dove i piloti sono costretti a rispettare i limiti di quest'ultimo. Andando oltre i limiti del tracciato in questo punto i piloti vedranno il tempo cancellato dalla direzione di gara.
Prima dell'inizio della sessione di prove libere del venerdì sulla vettura di Lewis Hamilton viene installata la quinta unità relativa al motore a combustione interna. Il pilota britannico della Mercedes è penalizzato di cinque posizioni sulla griglia di partenza.

### Aspetti sportivi

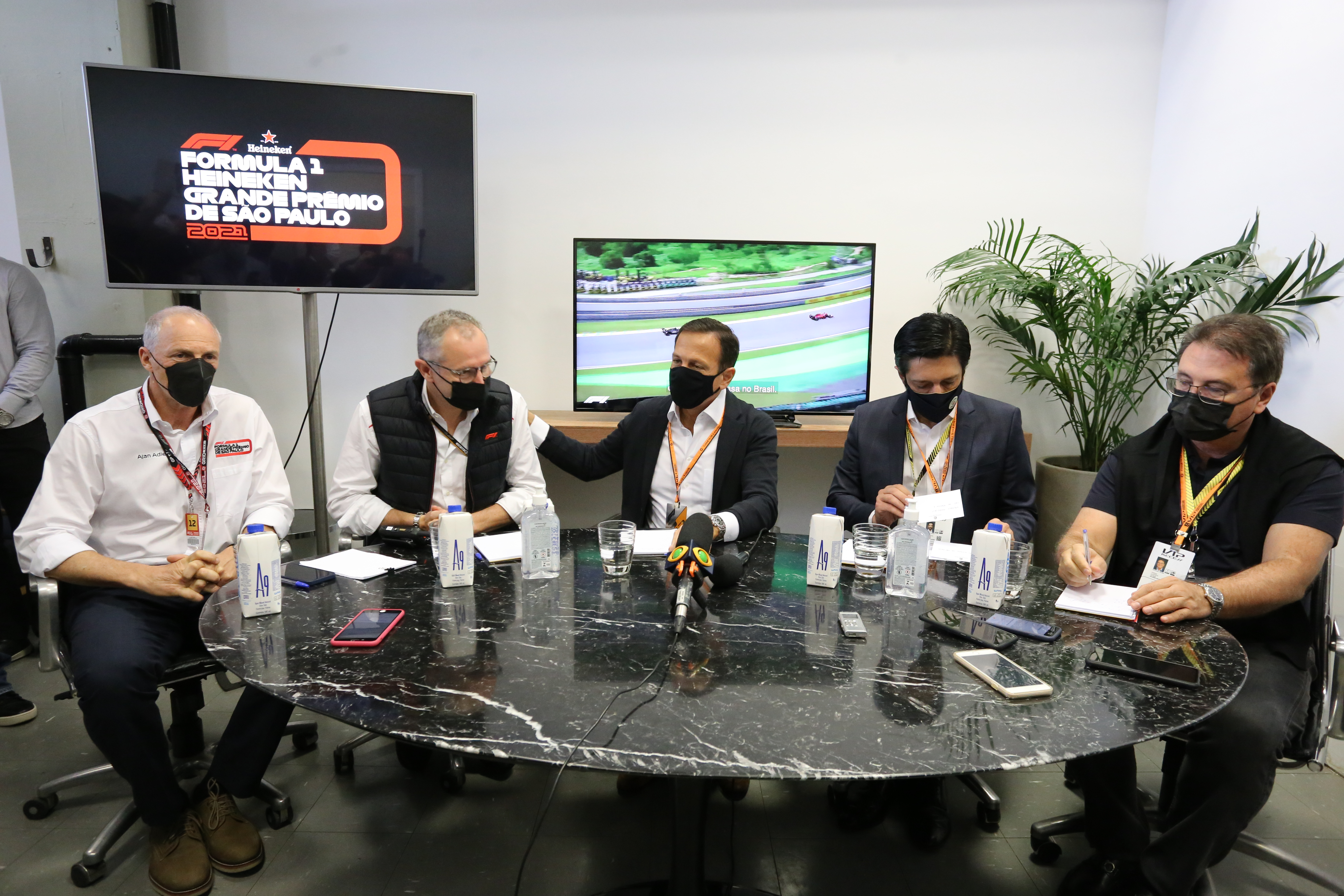
La conferenza stampa di formalizzazione dell'accordo per il neonato Gran Premio di San Paolo

Il Gran Premio rappresenta il debutto, sotto questa denominazione, della gara nel calendario del campionato mondiale di Formula 1. È il secondo Gran Premio a debuttare durante questa stagione, dopo il Gran Premio di Città del Messico corso la settimana precedente. La data per la disputa dell'evento subisce alcune variazioni: inizialmente essa viene anticipata di una settimana a causa della posticipazione, nella parte finale del campionato, del Gran Premio d'Australia, per via delle problematiche dettate dalla pandemia di COVID-19; successivamente viene ripristinata la data originaria per via della riduzione del numero di gare in calendario, da 23 a 22, in quanto l'annullamento del Gran Premio del Giappone, sempre per via della pandemia, non viene sostituito. Il Brasile, dopo la disputa nelle precedenti stagioni del Gran Premio omonimo, ospita una seconda gara sul proprio territorio sotto una diversa denominazione.
La denominazione di questo nuovo Gran Premio, in lingua portoghese — l'idioma locale — Grande Prêmio de São Paulo, si collega a varie trattative iniziate nel 2020, con l'ipotesi di uno spostamento della sede di gara a Rio de Janeiro, quando gli organizzatori del Gran Premio del Brasile raggiunsero un accordo con Liberty Media che prevedeva che il Gran Premio fosse rinominato ufficialmente in Gran Premio di San Paolo in ossequio al maggiore coinvolgimento del governo locale, e che garantisse la sua presenza nel calendario del campionato mondiale fino alla stagione 2025.
La gara si disputa all'Autódromo José Carlos Pace, sede in precedenza, su due configurazioni, di 37 edizioni valide per il campionato mondiale di Formula 1 del Gran Premio del Brasile, corse dal 1973 al 1977, tra il 1979 e il 1980, e nuovamente dal 1990 al 2019. L'ultima edizione, programmata nel 2020, fu annullata a causa della pandemia di COVID-19. La Formula 1 non poté spostarsi oltre oceano, costringendo la Federazione ad annullare tutte le tappe previste sul territorio americano. Il Gran Premio si disputa con la presenza degli spettatori sulle tribune, come avvenuto a partire dal Gran Premio di Francia, e come nell'ultima occasione che la massima categoria ha corso su questo tracciato, nel 2019 con l'edizione del Gran Premio del Brasile, comunque non condizionata dalla pandemia. Una presenza stimata di 170 000 spettatori durante il weekend è attesa per questo evento.
Il Gran Premio rappresenta, per la terza e ultima volta in questa stagione dopo i Gran Premi di Gran Bretagna e Italia, la sperimentazione della nuova formula, che potrà essere applicata nel corso del 2022 a diverse altre gare, il quale prevede la sessione denominata Qualifica Sprint (Sprint Qualifying), sponsorizzata dall'azienda Crypto.com che si occupa dello scambio di valute con sede a Hong Kong, da tenersi durante il weekend di gara, della durata di 24 giri per questo appuntamento o massimo 30 minuti da regolamento, il quale andrebbe a formare la griglia di partenza del Gran Premio. Il Gran Premio di San Paolo è stato scelto come il terzo e ultimo appuntamento dopo Silverstone e Monza, di tre previsti in questa stagione, lo scorso settembre. Al pilota vincitore della Qualifica Sprint è attribuita la pole position per la gara, valevole per il Trofeo Pole FIA. I primi tre classificati non salgono sul podio come tradizionalmente avviene per il classico Gran Premio domenicale, ma vengono premiati con una celebrazione specifica.
Il nuovo format in uso per questa gara, approvato dalla F1 Commission lo scorso aprile, consiste in una sessione di prove libere al venerdì, seguita dalle tradizionali qualifiche; al sabato è prevista una sessione di prove libere seguita dalla gara sprint di 100 km con scelta libera a livello di mescole di gomme e senza necessità di effettuare pit stop, con la griglia di partenza stilata in base alle qualifiche del giorno precedente, con inoltre in palio dei punti per i primi tre classificati (nell'ordine 3, 2 e 1); la domenica il consueto Gran Premio con scelta libera a livello di mescole di gomme con cui partire, con la griglia di partenza stilata in base all'ordine d'arrivo della gara sprint. Per via dell'uso della nuova formula, la FIA ha annunciato una diversa programmazione del Gran Premio. Al venerdì la prima sessione di prove libere si tiene dalle 12:30 alle 13:30, con le tradizionali qualifiche che si tengono dalle 16:00 alle 17:00; al sabato la seconda sessione di prove libere è prevista dalle 12:00 alle 13:00, con il nuovo formato della Qualifica Sprint in programma alle 16:30; la domenica l'orario di partenza del Gran Premio è fissato alle 14:00.

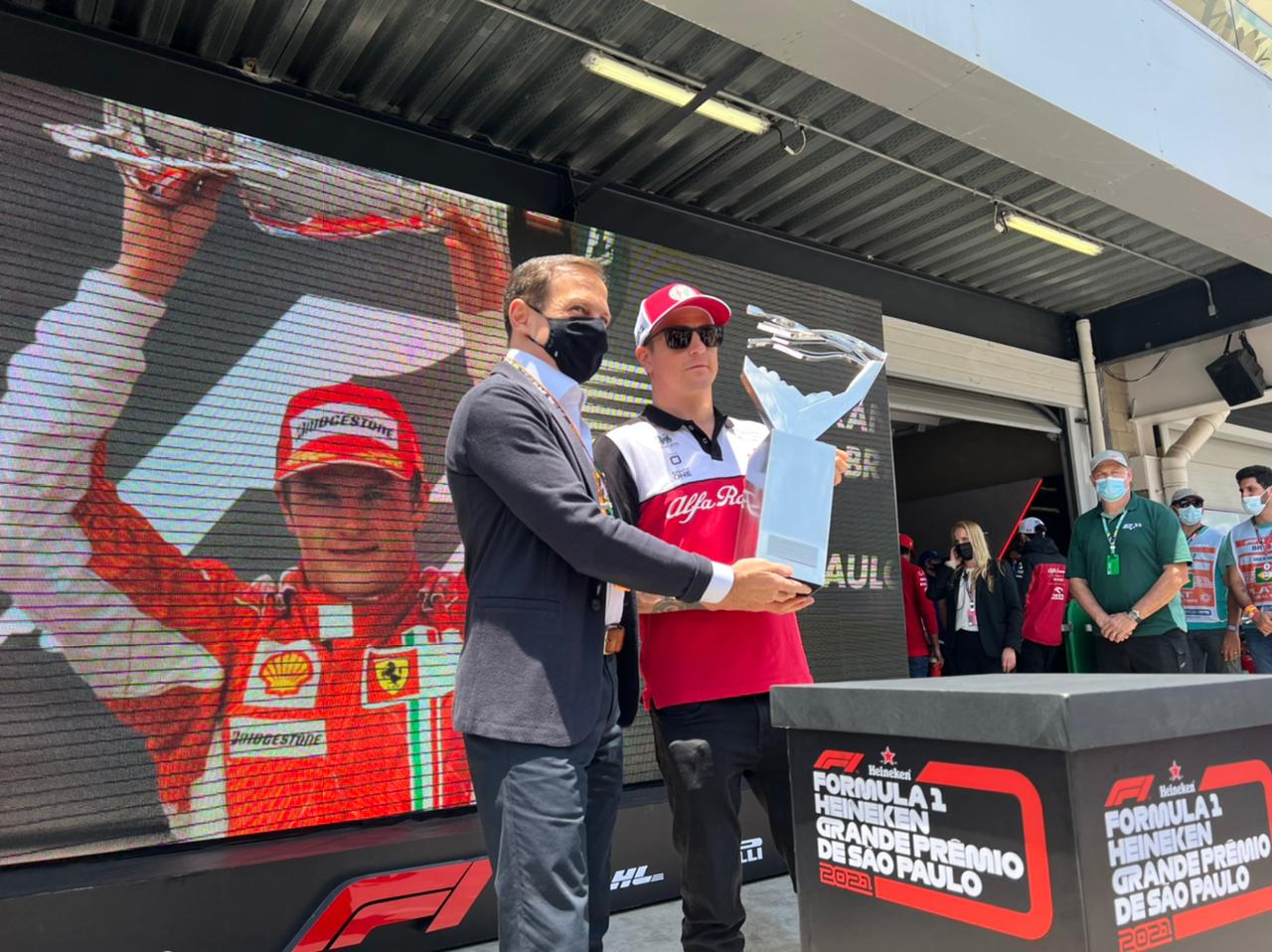
Kimi Räikkönen (a destra), alla sua ultima stagione di Formula 1, premiato dal governatore dello stato di San Paolo, João Doria, sul tracciato dove nel il finlandese conquistò il suo unico titolo iridato.

Il team principal della Ferrari, Mattia Binotto, non è presente al muretto della scuderia per questa gara. L'annuncio viene reso noto alla vigilia del Gran Premio degli Stati Uniti d'America. Binotto resta a Maranello per seguire da vicino il progetto legato alla vettura della stagione 2022, affidando la responsabilità della squadra Laurent Mekies, come avvenuto in occasione dei Gran Premi di Turchia e Città del Messico, quest'ultimo corso la settimana precedente. La scuderia di Maranello, inoltre, rende noto che il pilota britannico Oliver Bearman, campione in questa stagione del campionato italiano di Formula 4 e del campionato ADAC di Formula 4, entra a fare parte della Ferrari Driver Academy, insieme al brasiliano Rafael Chaves Camara.
Gli organizzatori del Gran Premio di Abu Dhabi, ventiduesima e ultima prova del campionato in programma il successivo 12 dicembre, svelano le immagini delle modifiche apportate negli ultimi mesi al circuito di Yas Marina, sede delle gara, al fine di favorire i sorpassi. Il nuovo layout del tracciato risulta modificato principalmente in tre aree: il tornante prima del primo rettilineo è stato cambiato, con la chicane prima di esso rimossa e la curva stessa allargata con una sezione stradale adesso larga 20 metri; la sequenza di curve a 90 gradi, alla fine del secondo rettilineo, è stata sostituita da un'unica curva; nel terzo settore le curve sono state aperte leggermente per cercare di permettere alle auto di seguirsi meglio. La pista presenta adesso una lunghezza di 5 281 km e si snoda attraverso 16 curve.
A partire da questa gara, la Formula 1 include il marchio Hybrid vicino al logo, per sottolineare l'efficienza delle power unit che dalla stagione 2014 equipaggiano le vetture.
Alla vigilia della gara, sorgono alcuni dubbi riguardo al regolare svolgimento del Gran Premio, il quale programma è stato stabilito nelle settimane precedenti, vista l'inclusione della terza e ultima Qualifica Sprint della stagione. Dopo la gara precedente corsa a Città del Messico, alcuni voli che contengono il materiale per la disputa della suddetta gara, rimangono bloccati nello scalo dell'aeroporto Internazionale di Miami, in Florida, a causa di avverse condizioni meteorologiche. La Ferrari e la McLaren sono le due scuderie più colpite: per permettere a queste squadre di recuperare il tempo perduto, il consueto coprifuoco viene abolito, in modo che le vetture vengono allestite in tempo per la sessione di prove libere del venerdì, senza alterare dunque il programma. A causa di questi ritardi, la Federazione emana una deroga a tutte le squadre di completare tutte le verifiche tecniche non oltre le tre ore prima dell'inizio della prima sessione di prove libere.
Il Gran Premio è sponsorizzato da Heineken.
L'ex pilota di Formula 1 Vitantonio Liuzzi è nominato commissario aggiunto da parte della FIA. L'italiano ha svolto in passato, in diverse occasioni, tale funzione, l'ultima al Gran Premio d'Italia. Per questo Gran Premio, come il precedente, è la casa automobilistica tedesca Mercedes a fornire la safety car e la medical car.

## Prove

### Resoconto
Lewis Hamilton fa sua la migliore prestazione delle prove libere del venerdì. Il britannico ha colto un tempo migliore di quanto ottenuto nella seconda sessione di prove libere dell'ultima gara disputata su questo tracciato, nel 2019 con l'edizione del Gran Premio del Brasile. Ha staccato di tre decimi e mezzo Max Verstappen capace, a sua volta, di fare meglio, per un decimo, del compagno di scuderia alla Red Bull Racing, Sergio Pérez. Alle spalle di Bottas, quarto, c'è Pierre Gasly, che fa meglio delle due Ferrari, che hanno comunque dimostrato un buon passo nella simulazione di gara.
Al termine della sessione di prove libere del venerdì, sulle vetture di Daniel Ricciardo, Lando Norris, Lance Stroll, Fernando Alonso, Esteban Ocon, Carlos Sainz Jr., Kimi Räikkönen, Yuki Tsunoda, Mick Schumacher e George Russell vengono sostituite le trasmissioni. Nessun pilota è penalizzato sulla griglia di partenza in quanto Ricciardo, Norris, Stroll, Alonso, Ocon, Sainz Jr. e Räikkönen hanno usato la precedente trasmissione per sei Gran Premi consecutivi; Tsunoda e Schumacher non hanno terminato il precedente Gran Premio di Città del Messico; Russell ha dovuto sostituire la precedente trasmissione nel Gran Premio precedente, operazione avvenuta prima della disputa di sei gare di fila con lo stesso componente.
Nella sessione del sabato è Fernando Alonso il pilota con il tempo migliore. Lo spagnolo ha curato la preparazione della Qualifica Sprint del pomeriggio, montando gomme soft, e staccando di oltre otto decimi Verstappen. Alle spalle dell'olandese si è issato l'altro pilota dell'Alpine, Esteban Ocon. Hamilton ha il quinto tempo, ma la Mercedes si è maggiormente dedicata alla simulazione di gara. È parso maggiormente in crisi Gasly, che aveva ottenuto ottimi risultati nella sessione di prove del venerdì. Il francese ha il quattordicesimo tempo, penalizzato dall'aumento della temperatura dell'asfalto, di oltre venti gradi rispetto al venerdì.
Sono stati sei i tempi cancellati ai piloti per avere oltrepassato i limiti della pista all'uscita della curva 4 (Descida do Lago), durante la sessione di prove libere del sabato. Si sono visti cancellare il tempo Charles Leclerc (due volte), Nikita Mazepin, Pierre Gasly, Lando Norris e Kimi Räikkönen (una volta).

### Risultati
Nella sessione del venerdì si è avuta questa situazione:
| Pos | Nº | Pilota         | Costruttore           | Tempo    | Gap    | Giri |
| --- | -- | -------------- | --------------------- | -------- | ------ | ---- |
| 1   | 44 | Lewis Hamilton | Mercedes              | 1'09"050 |        | 31   |
| 2   | 33 | Max Verstappen | Red Bull Racing-Honda | 1'09"417 | +0"367 | 22   |
| 3   | 11 | Sergio Pérez   | Red Bull Racing-Honda | 1'09"492 | +0"442 | 28   |

Nella sessione del sabato si è avuta questa situazione:
| Pos | Nº | Pilota          | Costruttore           | Tempo    | Gap    | Giri |
| --- | -- | --------------- | --------------------- | -------- | ------ | ---- |
| 1   | 14 | Fernando Alonso | Alpine-Renault        | 1'11"238 |        | 23   |
| 2   | 33 | Max Verstappen  | Red Bull Racing-Honda | 1'12"102 | +0"864 | 26   |
| 3   | 77 | Valtteri Bottas | Mercedes              | 1'12"355 | +1"117 | 24   |

## Qualifiche

### Resoconto
Charles Leclerc è il primo pilota che registra un tempo nella sessione di qualifica. La sua prestazione viene battuta dall'altro ferrarista Carlos Sainz Jr., poi da Pierre Gasly. Sale al comando Lance Stroll, fino a quando Lando Norris abbassa il tempo limite in 1'09"537. Max Verstappen fa anche meglio (1'09"329), mentre Pérez non è capace di battere il tempo di Norris, portandosi in terza posizione. Alle sue spalle s'inserice Daniel Ricciardo. Il primo pilota a scendere sotto il minuto e nove è Lewis Hamilton. Bottas è terzo, invece, 50 millesimi più lento di Verstappen, che comunque non si migliora, nel suo secondo tentativo.
Chi ci riesce è Gasly, terzo; bene va anche l'altro pilota dell'AlphaTauri, Yuki Tsunoda, subito alle spalle del francese. La pista migliora: Leclerc sale secondo, ma il suo tempo è annullato, per avere oltrepassato i limiti della pista. La Ferrari si porta comunque in secondo posizione, grazie a Sainz Jr.. Bottas sale terzo, battuto, poco dopo, da Leclerc. Nella parte finale della sessione si migliora anche Fernando Alonso, nono. Ancora più rapido è Antonio Giovinazzi, che sale fino alla sesta posizione. Ocon, in zona eliminazione, strappa il tempo sufficiente ed elimina Stroll. Assieme al pilota dell'Aston Martin non passano in Q2 Latifi, Russell, Schumacher e Mazepin.
In Q2 Hamilton chiude il suo primo giro in 1'08"659, mentre Bottas non fa meglio dell'1'08"973, battuto da Gasly in 1'08"903. La direzione di gara annulla, però, il crono di Hamilton, in quanto il campione del mondo ha travalicato i limiti della pista. Tocca a Verstappen andare al comando (1'08"567), mentre Leclerc si piazza terzo; Ricciardo è quinto, dietro a Sainz Jr. e davanti a Pérez e Norris.
Hamilton chiude un giro e fa segnare 1'08"386, grazie a un ottimo parziale nel secondo settore. Si migliora anche Bottas (1'08"699). Ocon sale decimo, eliminando temporaneamente Lando Norris, mentre Leclerc è quinto. Vettel si migliora, ma è solo dodicesimo, mentre Pérez stacca il sesto tempo. Norris risale settimo, mentre Hamilton abbassa ancora il suo tempo (1'08"068). Il tempo viene solo avvicinato da Verstappen, che resta quattro decimi più lento. Non accedono alla fase finale Ocon, Vettel, Tsunoda, Räikkönen e Giovinazzi.
Anche nella fase finale occorre attendere qualche minuto per vedere le prime vetture in pista. Leclerc chiude in 1'09"403, battuto da Sainz Jr., a sua volta preceduto da Gasly. Passano poi in testa Pérez e, infine, Hamilton (1'08"107). Verstappen, che si lamenta del surriscaldamento degli pneumatici anteriori, si posiziona a 265 millesimi da Hamilton; alle spalle dell'olandese c'è Bottas. Con il secondo giro rapido Hamilton abbassa ancora il tempo, fino all'1'07"934. Il suo rivale, Verstappen, fa lo stesso tempo del primo tentativo, e chiude secondo. Non si migliora nemmeno Bottas, che però resta terzo, in quanto Sergio Pérez non è capace di battere il primo tempo del finlandese. Hamilton partirà in prima posizione nella Qualifica Sprint del sabato.
Sono stati quattro i tempi cancellati ai piloti per avere oltrepassato i limiti della pista all'uscita della curva 4 (Descida do Lago), durante le qualifiche. Si sono visti cancellare il tempo Charles Leclerc, Antonio Giovinazzi, Mick Schumacher e Lewis Hamilton.
Al termine delle qualifiche, dopo le verifiche tecniche effettuate dalla Federazione, l'alettone posteriore che permette l'utilizzo del DRS della vettura di Lewis Hamilton non risulta conforme al regolamento tecnico quando il dispositivo è in funzione. Per questo motivo un delegato tecnico della Mercedes viene convocato dai commissari sportivi. La Federazione comunica che la decisione sulla non conformità riscontrata dell'alettone posteriore della vettura viene presa nella mattinata del sabato, quando nuove evidenze risultano a disposizione, convocando nuovamente un delegato tecnico della squadra il mattino seguente. Hamilton viene squalificato dalla sessione di qualifica e autorizzato a prendere parte alla Qualifica Sprint da parte dei commissari sportivi. La scuderia tedesca rende noto che non si appella contro la decisione presa dai commissari.
Max Verstappen viene convocato dai commissari sportivi la mattina seguente per non avere seguito le procedure stabilite dal regolamento sportivo durante il regime di parco chiuso, al termine delle qualifiche. Il pilota olandese della Red Bull Racing viene multato di 50 000 euro dalla Federazione.

### Risultati
Nella sessione di qualifica si è avuta questa situazione:
| Pos                         | Nº | Pilota             | Costruttore               | Q1       | Q2       | Q3       | Griglia |
| --------------------------- | -- | ------------------ | ------------------------- | -------- | -------- | -------- | ------- |
| 1                           | 33 | Max Verstappen     | Red Bull Racing-Honda     | 1'09"329 | 1'08"499 | 1'08"372 | 1       |
| 2                           | 77 | Valtteri Bottas    | Mercedes                  | 1'09"040 | 1'08"426 | 1'08"469 | 2       |
| 3                           | 11 | Sergio Pérez       | Red Bull Racing-Honda     | 1'09"172 | 1'08"973 | 1'08"483 | 3       |
| 4                           | 10 | Pierre Gasly       | AlphaTauri-Honda          | 1'09"347 | 1'08"903 | 1'08"777 | 4       |
| 5                           | 55 | Carlos Sainz Jr.   | Ferrari                   | 1'09"046 | 1'09"031 | 1'08"826 | 5       |
| 6                           | 16 | Charles Leclerc    | Ferrari                   | 1'09"155 | 1'08"859 | 1'08"960 | 6       |
| 7                           | 4  | Lando Norris       | McLaren-Mercedes          | 1'09"365 | 1'09"030 | 1'08"980 | 7       |
| 8                           | 3  | Daniel Ricciardo   | McLaren-Mercedes          | 1'09"374 | 1'09"093 | 1'09"039 | 8       |
| 9                           | 14 | Fernando Alonso    | Alpine-Renault            | 1'09"391 | 1'09"137 | 1'09"113 | 9       |
| 10                          | 31 | Esteban Ocon       | Alpine-Renault            | 1'09"430 | 1'09"189 | N.D.     | 10      |
| 11                          | 5  | Sebastian Vettel   | Aston Martin-Mercedes     | 1'09"451 | 1'09"399 | N.D.     | 11      |
| 12                          | 22 | Yuki Tsunoda       | AlphaTauri-Honda          | 1'09"350 | 1'09"483 | N.D.     | 12      |
| 13                          | 7  | Kimi Räikkönen     | Alfa Romeo Racing-Ferrari | 1'09"598 | 1'09"503 | N.D.     | 13      |
| 14                          | 99 | Antonio Giovinazzi | Alfa Romeo Racing-Ferrari | 1'09"342 | 1'10"227 | N.D.     | 14      |
| 15                          | 18 | Lance Stroll       | Aston Martin-Mercedes     | 1'09"663 | N.D.     | N.D.     | 15      |
| 16                          | 6  | Nicholas Latifi    | Williams-Mercedes         | 1'09"897 | N.D.     | N.D.     | 16      |
| 17                          | 63 | George Russell     | Williams-Mercedes         | 1'09"953 | N.D.     | N.D.     | 17      |
| 18                          | 47 | Mick Schumacher    | Haas-Ferrari              | 1'10"329 | N.D.     | N.D.     | 18      |
| 19                          | 9  | Nikita Mazepin     | Haas-Ferrari              | 1'10"589 | N.D.     | N.D.     | 19      |
| SQ                          | 44 | Lewis Hamilton     | Mercedes                  | 1'08"733 | 1'08"068 | 1'07"934 | 20      |
| Tempo limite 107%: 1'13"544 |    |                    |                           |          |          |          |         |

In grassetto sono indicate le migliori prestazioni in Q1, Q2 e Q3.

## Qualifica Sprint

### Resoconto
Le due Red Bull, Leclerc, le due McLaren, Alonso, Vettel, Stroll, le Williams e Hamilton optano per le gomme medie. Gli altri partono con gomme soft.
Alla partenza Valtteri Bottas brucia Max Verstappen, passando subito a condurre. L'olandese cede subito ancora una posizione, a Carlos Sainz Jr., alla staccata della curva 4 (Descida do Lago). Il pilota della Red Bull esce anche di pista, ma riesce a rientrarvi, senza danni. La classifica prosegue con Pérez, Leclerc, Norris e Gasly. Hamilton, partito ultimo, al termine del primo giro è quattordicesimo.
Al secondo giro Kimi Räikkönen è autore di un testacoda, dopo essere stato toccato dal suo compagno di team Antonio Giovinazzi, che lo fa scendere all'ultimo posto. Verstappen si lamenta per un problema alla sincronizzazione del cambio; ciò non gli impedisce di passare Sainz Jr., al quarto giro. Nello stesso giro Hamilton sorpassa Tsunoda e, nel giro dopo, anche Giovinazzi. La rimonta del britannico prosegue all'ottavo passaggio, quando ha la meglio su Alonso. Davanti Verstappen limita a meno di due secondi il gap da Bottas. Al nono giro Lando Norris attacca Charles Leclerc sul rettilineo principale, ma senza successo. La manovra riesce sul rettilineo seguente.
A metà gara Verstappen lima ancora il distacco da Bottas, sperando di sfruttare le gomme medie, nella parte finale della Qualifica Sprint. Al quattordicesimo giro l'olandese, per la prima volta, si trova a meno di un secondo dal finlandese. Hamilton passa anche Vettel, salendo nono. Poco dopo il britannico passa anche Ocon e Gasly. Il campione del mondo ora si trova a meno di quattro secondi da Leclerc. Nel frattempo Bottas riesce a ampliare il vantaggio su Verstappen a poco più di un secondo. L'altro pilota della Red Bull, Sergio Pérez, sembra potere minacciare Sainz Jr., in crisi con le gomme.
All'ultimo giro Hamilton sale quinto, avendo la meglio anche su Lando Norris. Il britannico parte, però, in gara solo decimo per la penalizzazione determinata per la sostituzione del motore a combustione interna. Bottas, grazie alla vittoria nella Qualifica Sprint, parte in pole position, davanti a Vestappen. L'olandese, grazie ai due punti conquistati, aumenta ancora il suo margine in classifica mondiale, su Hamilton.
Sono stati cinque i tempi cancellati ai piloti per avere oltrepassato i limiti della pista all'uscita della curva 4 (Descida do Lago), durante la Qualifica Sprint. Si sono visti cancellare il tempo Nikita Mazepin (due volte), Sebastian Vettel, Lance Stroll e Mick Schumacher (una volta).

### Risultati
I risultati della Qualifica Sprint sono i seguenti:
| Pos | Nº | Pilota             | Costruttore               | Giri | Tempo/Ritiro | Griglia | Punti | Griglia |
| --- | -- | ------------------ | ------------------------- | ---- | ------------ | ------- | ----- | ------- |
| 1   | 77 | Valtteri Bottas    | Mercedes                  | 24   | 29'09"559    | 2       | 3     | 1       |
| 2   | 33 | Max Verstappen     | Red Bull Racing-Honda     | 24   | +1"170       | 1       | 2     | 2       |
| 3   | 55 | Carlos Sainz Jr.   | Ferrari                   | 24   | +18"723      | 5       | 1     | 3       |
| 4   | 11 | Sergio Pérez       | Red Bull Racing-Honda     | 24   | +19"787      | 3       |       | 4       |
| 5   | 44 | Lewis Hamilton     | Mercedes                  | 24   | +20"872      | 20      |       | 10      |
| 6   | 4  | Lando Norris       | McLaren-Mercedes          | 24   | +22"558      | 7       |       | 5       |
| 7   | 16 | Charles Leclerc    | Ferrari                   | 24   | +25"056      | 6       |       | 6       |
| 8   | 10 | Pierre Gasly       | AlphaTauri-Honda          | 24   | +34"158      | 4       |       | 7       |
| 9   | 31 | Esteban Ocon       | Alpine-Renault            | 24   | +34"632      | 10      |       | 8       |
| 10  | 5  | Sebastian Vettel   | Aston Martin-Mercedes     | 24   | +34"867      | 11      |       | 9       |
| 11  | 3  | Daniel Ricciardo   | McLaren-Mercedes          | 24   | +35"869      | 8       |       | 11      |
| 12  | 14 | Fernando Alonso    | Alpine-Renault            | 24   | +36"578      | 9       |       | 12      |
| 13  | 99 | Antonio Giovinazzi | Alfa Romeo Racing-Ferrari | 24   | +41"880      | 14      |       | 13      |
| 14  | 18 | Lance Stroll       | Aston Martin-Mercedes     | 24   | +44"037      | 15      |       | 14      |
| 15  | 22 | Yuki Tsunoda       | AlphaTauri-Honda          | 24   | +46"150      | 12      |       | 15      |
| 16  | 6  | Nicholas Latifi    | Williams-Mercedes         | 24   | +46"760      | 16      |       | 16      |
| 17  | 63 | George Russell     | Williams-Mercedes         | 24   | +47"739      | 17      |       | 17      |
| 18  | 7  | Kimi Räikkönen     | Alfa Romeo Racing-Ferrari | 24   | +50"014      | 13      |       | PL      |
| 19  | 47 | Mick Schumacher    | Haas-Ferrari              | 24   | +1'01"680    | 18      |       | 18      |
| 20  | 9  | Nikita Mazepin     | Haas-Ferrari              | 24   | +1'07"474    | 19      |       | 19      |

## Gara

### Resoconto
Kimi Räikkönen parte dalla pit lane a causa della sostituzione dell'alettone posteriore. Tutti i piloti, tranne Yuki Tsunoda, decidono di partire con gomme medie. Il nipponico è l'unico che opta per gomme morbide.
Al via il duo della Red Bull Racing, Max Verstappen e Sergio Pérez, passa Valtteri Bottas. Più dietro Lando Norris subisce una foratura, ed è subito costretto ai box per cambiare le gomme. Seguono le due Ferrari e Lewis Hamilton che, già alla fine del primo giro, è sesto. Il britannico passa, tra il secondo e il terzo giro, le due vetture di Maranello, e al quinto giro ottiene lo scambio di posizione da Bottas. Al quarto giro c'è un contatto tra Tsunoda e Lance Stroll: il giapponese danneggia la sua monoposto. La direzione di gara, al fine di ripulire la pista dai detriti, impone la safety car. Alla ripartenza Verstappen mantiene il comando della gara, con Pérez che lo protegge da Hamilton. Nelle retrovie un contatto tra Mick Schumacher e Räikkönen porta al cedimento del musetto della vettura del tedesco. La direzione di gara, questa volta, decide per la virtual safety car.
La gara riprende, nella sua valenza agonistica, dopo pochi minuti. Al diciassettesimo giro Hamilton attacca Pérez alla prima curva, passandolo. Il messicano, però, si riprende la seconda posizione alla curva 4 (Descida do Lago). Al giro successivo il campione del mondo completa il sorpasso, non permettendo all'avversario di replicare. Daniel Ricciardo prende a Sebastian Vettel l'ottava piazza. Al ventiseiesimo giro si fermano sia Hamilton, che passa alle hard, che Carlos Sainz Jr., il quale invece monta ancora medie. La mossa del britannico è copiata da Verstappen, nel giro seguente; l'olandese rientra in gara davanti a Hamilton, un po' attardato per avere dovuto passare Ricciardo. Pérez si ferma nel giro ancora dopo. La direzione di gara impone ancora una volta la virtual safety car, dato che la vettura di Stroll sparge detriti sul tracciato. Ne approfitta Bottas che effettua il suo pit stop. La classifica vede così nuovamente in vetta Verstappen, seguito da Hamilton, Bottas, Pérez, che ha perso così la terza posizione, Fernando Alonso e le due Ferrari. Lo spagnolo cede presto la posizione a Charles Leclerc, prima di passare al cambio gomme.
Al quarantesimo giro c'è la seconda sosta di Verstappen: il pilota della Red Bull mantiene le gomme di mescola dura. Questa volta la manovra è penalizzata dalla presenza, nella corsia dei box, di Nicholas Latifi. Nei giri successivi si fermano anche Pérez e Bottas. Hamilton si trova così a condurre, fino al quarantatreesimo giro, quando anche lui opta per una seconda sosta per cambiare gli pneumatici. La scuderia sceglie ancora gomme hard, mentre il pilota era più propenso a scegliere una mescola diversa da quella montata da Verstappen. Al quarantasettesimo giro Hamilton attacca Verstappen, alla curva 4. L'olandese si difende andando largo, fino a entrare nella via di fuga, impedendo così a Hamilton di completare il sorpasso. Verstappen viene messo sotto indagine dalla direzione di gara, che però non commina nessuna penalizzazione. Il britannico non demorde e, dopo alcuni giri in cui si allontana dall'avversario, per raffreddare le gomme, porta l'attacco decisivo, al cinquantottesimo giro. In questa occasione Verstappen viene avvertito, con bandiera bianca e nera, per le manovre di difesa attuate nel giro precedente al sorpasso, giudicate al limite del regolamento.
Hamilton si invola verso la vittoria, senza che l'olandese possa ridurre il distacco. All'ultimo giro Pérez fa segnare il giro veloce della gara, dopo avere montato gomme morbide nel giro precedente. Ciò consente alla Red Bull di non fare ottenere il punto addizionale a Hamilton. Il campione del mondo conquista la sua centunesima vittoria nel mondiale di Formula 1, riducendo a 14 punti il distacco in classifica generale da Verstappen. Questa è stata la cinquantottesima vittoria per Lewis Hamilton e Valtteri Bottas come compagni di squadra della Mercedes, eguagliando il record di Michael Schumacher e Rubens Barrichello alla Ferrari tra il 2000 e il 2005.
Sono stati sette i tempi cancellati ai piloti per avere oltrepassato i limiti della pista all'uscita della curva 4 (Descida do Lago), durante la gara. Si sono visti cancellare il tempo Mick Schumacher (due volte), Pierre Gasly, Max Verstappen, Lewis Hamilton, Lando Norris e Kimi Räikkönen (una volta).

### Risultati
I risultati del Gran Premio sono i seguenti:
| Pos | Nº | Pilota             | Costruttore               | Giri | Tempo/Ritiro       | Griglia | Punti |
| --- | -- | ------------------ | ------------------------- | ---- | ------------------ | ------- | ----- |
| 1   | 44 | Lewis Hamilton     | Mercedes                  | 71   | 1h32'22"851        | 10      | 25    |
| 2   | 33 | Max Verstappen     | Red Bull Racing-Honda     | 71   | +10"496            | 2       | 18    |
| 3   | 77 | Valtteri Bottas    | Mercedes                  | 71   | +13"576            | 1       | 15    |
| 4   | 11 | Sergio Pérez       | Red Bull Racing-Honda     | 71   | +39"940            | 4       | 13    |
| 5   | 16 | Charles Leclerc    | Ferrari                   | 71   | +49"517            | 6       | 10    |
| 6   | 55 | Carlos Sainz Jr.   | Ferrari                   | 71   | +51"820            | 3       | 8     |
| 7   | 10 | Pierre Gasly       | AlphaTauri-Honda          | 70   | +1 giro            | 7       | 6     |
| 8   | 31 | Esteban Ocon       | Alpine-Renault            | 70   | +1 giro            | 8       | 4     |
| 9   | 14 | Fernando Alonso    | Alpine-Renault            | 70   | +1 giro            | 12      | 2     |
| 10  | 4  | Lando Norris       | McLaren-Mercedes          | 70   | +1 giro            | 5       | 1     |
| 11  | 5  | Sebastian Vettel   | Aston Martin-Mercedes     | 70   | +1 giro            | 9       |       |
| 12  | 7  | Kimi Räikkönen     | Alfa Romeo Racing-Ferrari | 70   | +1 giro            | PL      |       |
| 13  | 63 | George Russell     | Williams-Mercedes         | 70   | +1 giro            | 17      |       |
| 14  | 99 | Antonio Giovinazzi | Alfa Romeo Racing-Ferrari | 70   | +1 giro            | 13      |       |
| 15  | 22 | Yuki Tsunoda       | AlphaTauri-Honda          | 70   | +1 giro            | 15      |       |
| 16  | 6  | Nicholas Latifi    | Williams-Mercedes         | 70   | +1 giro            | 16      |       |
| 17  | 9  | Nikita Mazepin     | Haas-Ferrari              | 69   | +2 giri            | 19      |       |
| 18  | 47 | Mick Schumacher    | Haas-Ferrari              | 69   | +2 giri            | 18      |       |
| Rit | 3  | Daniel Ricciardo   | McLaren-Mercedes          | 49   | Perdita di potenza | 11      |       |
| Rit | 18 | Lance Stroll       | Aston Martin-Mercedes     | 47   | Danni da incidente | 14      |       |

Sergio Pérez riceve un punto addizionale per avere segnato il giro più veloce della gara.

## Classifiche mondiali

### Piloti
| Pos | Pilota             | Punti |
| --- | ------------------ | ----- |
| 1   | Max Verstappen     | 332,5 |
| 2   | Lewis Hamilton     | 318,5 |
| 3   | Valtteri Bottas    | 203   |
| 4   | Sergio Pérez       | 178   |
| 5   | Lando Norris       | 151   |
| 6   | Charles Leclerc    | 148   |
| 7   | Carlos Sainz Jr.   | 139,5 |
| 8   | Daniel Ricciardo   | 105   |
| 9   | Pierre Gasly       | 92    |
| 10  | Fernando Alonso    | 62    |
| 11  | Esteban Ocon       | 50    |
| 12  | Sebastian Vettel   | 42    |
| 13  | Lance Stroll       | 26    |
| 14  | Yuki Tsunoda       | 20    |
| 15  | George Russell     | 16    |
| 16  | Kimi Räikkönen     | 10    |
| 17  | Nicholas Latifi    | 7     |
| 18  | Antonio Giovinazzi | 1     |

### Costruttori
| Pos | Costruttore               | Punti |
| --- | ------------------------- | ----- |
| 1   | Mercedes                  | 521,5 |
| 2   | Red Bull Racing-Honda     | 510,5 |
| 3   | Ferrari                   | 287,5 |
| 4   | McLaren-Mercedes          | 256   |
| 5   | Alpine-Renault            | 112   |
| 6   | AlphaTauri-Honda          | 112   |
| 7   | Aston Martin-Mercedes     | 68    |
| 8   | Williams-Mercedes         | 23    |
| 9   | Alfa Romeo Racing-Ferrari | 11    |

## Decisioni della FIA
Al termine della gara, la Mercedes viene convocata dai commissari sportivi per l'uso non corretto, da parte di Lewis Hamilton, delle cinture di sicurezza. Il pilota britannico viene multato di 5 000 euro dalla Federazione con altri 20 000 euro in sospeso fino alla fine del 2022.
Due giorni dopo la disputa della gara la Mercedes chiede il diritto di revisione riguardo alla decisione presa dai commissari sportivi sulla manovra difensiva del pilota olandese della Red Bull Racing, Max Verstappen, alla curva 4 (Descida do Lago) ai danni di Lewis Hamilton, in un tentativo di sorpasso di quest'ultimo, nel corso del quarantottesimo giro. I commissari hanno inizialmente giudicato la manovra di Verstappen come un'azione all'interno del regolamento, e non hanno ritenuto di dovere procedere a sanzioni. La Federazione, alla vigilia del successivo e nuovo Gran Premio del Qatar, respinge la richiesta di revisione presentata dal costruttore tedesco, affermando che i quattro punti chiave richiesti del codice sportivo internazionale non sono soddisfacenti. I commissari sportivi, pertanto, negano il diritto di riesame della Mercedes. Il team di Brackley, quindi, non può fare appello e Max Verstappen non è penalizzato né per questa gara né per la gara in Qatar.